# Flughafen Bucaramanga-Gómez Niño
Der Flughafen Bucaramanga-Gómez Niño war der erste befestigte Flugplatz in Bucaramanga im Departamento de Santander (Kolumbien). Er wurde 1974 durch den neugebauten Flughafen Bucaramanga-Palonegro abgelöst.

## Geschichte
Bereits im Jahr 1927 wurde Bucaramanga von der SCADTA über ein provisorisches Flugfeld als eine der zahlreichen Zwischenstationen auf der Strecke von Bogotá nach Barranquilla angeflogen.
Um das wetterabhängige Provisorium abzulösen, wurde Ende 1938 von der SCADTA der Flughafen Bucaramanga-Gómez Niño gebaut, der sich in der heutigen Ciudadela Real de Minas, einem Stadtteil von Bucaramanga, befand. Das Gebiet, das für das Flugterminal ausgewählt wurde, war Mitte der 1930er Jahre ein riesiges unbewohntes Gebiet. Die Landebahnen waren zunächst unbefestigt.
Er wurde nach dem Hauptmann Luis F. Gómez Niño (1896–1934) benannt, einem kolumbianischen Militärflieger. Anfang 1939 wurde der Betrieb mit Junkers F 13-Flugzeugen aufgenommen. Im Jahr 1940 wurde SCADTA durch einen Regierungsbeschluss mit SACO – Servicio Aéreo Colombiano zur Avianca fusioniert.
Der Flughafen wurde 1954 von der kolumbianischen Flugplatzverwaltung erworben und war einer der wenigen Flughäfen in Kolumbien, auf denen zwei Landebahnen gleichzeitig betrieben wurden. Ihre X-Konfiguration ermöglichte die Nutzung in Abhängigkeit von den vorherrschenden Winden, siehe Beleg mit Foto.
Avianca hatte ihren Sitz auf dem Flughafen. Taxader (Lineas Aereas Taxader, vormals Taxi Aéreo de Santander) wurde 1948 in Bucaramanga gegründet, betrieb von dort aus Linien- und Charterflüge mit de Havilland Canada DHC-2 Beaver und Douglas DC-3. Im Jahr 1959 wurden drei Curtiss C-46 Commando erworben und mit 50 Sitzplätzen in Dienst gestellt. Im Dezember 1959 zog Taxader nach Bogotá um.
Im Jahr 1955 wurde auch regelmäßiger Frachtflugverkehr von Bucaramanga-Gómez Niño aufgenommen. Die neugegründete Aerovías Cóndor de Colombia setzte hierfür Curtiss C-46 Commando ein.
Der Flugplatz Gómez Niño befand sich im Stadtgebiet von Bucaramanga. Er wies schlechte Sicherheits- und Navigationsbedingungen auf und war Schauplatz mehrerer tödlicher Flugunfälle. Deshalb wurde der neue Flughafen Bucaramanga-Palonegro gebaut und im Jahr 1974 in Betrieb genommen, um den alten Flughafen Gómez Niño abzulösen.

## Flugziele
Bereits im Jahr 1939 gab es einen von Bogotá um 7:30 Uhr ausgehenden Flug nach Bucaramanga, mit Weiterflug nach Cúcuta um 9:05 Uhr, zurück nach Bucaramanga um 10:05 und von dort um 11:05 nach Aguas Claras, Boa nach Medellín (13:10 Uhr).
Im Flugplan vom 26. Mai 1941 wird für Bucaramanga auch ein „Oficina“ ausgewiesen, die höchste Stufe einer Niederlassung, mit dem Hinweis, dass die Stadt 54.160 Einwohner habe.
Im selben Flugplan wird Bucaramanga auf drei verschiedenen Strecken mit Boeing 247-Flugzeugen angeflogen. Eine führte von Medellín über Barrancabermeja (Entfernung 230 Kilometer, Flugzeit 1:20 Stunden) nach Bucaramanga (78 km, 0:30). Die andere wurde von Barranquilla über Cartagena geführt (120 km, 0:50), weiter nach Barrancabermeja (435 km, 2:20) nach Bucaramanga (78 km, 0:50) und schließlich nach Bogotá (300 km, 1:10). Eine dritte Verbindung führte von Barranquilla nach Cúcuta (415 km, 2:25 Stunden) direkt nach Bucaramanga (96 km, 1:15).
Zum 1. Mai 1954 wurde Bucaramanga von Bogotá sowohl direkt mit Douglas DC-3 angeflogen (Flugzeit 1:25 Stunden) als auch über Barrancabermeja (1:10, mit 20 Minuten Transit) und dann 0:30 Stunden. Von Bucaramanga aus konnte man auf demselben Flug über etliche Plätze noch weiter reisen, wie Gamarra, Ayacucho, El Banco, Mompos, Magangue, Plato, Cartagena und Barranquilla.
Im Juni 1971 war der Flughafen von Bucaramanga außer mit Bogotá auch mit Barrancabermeja, Barranquilla, Cartagena, Medellín und Santa Marta verbunden, die mit einer bunten Mischung von Flugzeugtypen angeflogen wurden. Darunter waren Douglas DC-4, Lockheed L-188 Electra, „Avro“ oder solche, die einfach als „Jet“ ausgewiesen wurden.

## Zwischenfälle
Von 1947 bis zur Betriebseinstellung 1974 kam es am Flughafen Bucaramanga-Gómez Niño und in seiner Umgebung zu 7 bekannt gewordenen Totalschäden von Flugzeugen. Bei 6 davon kamen insgesamt 72 Menschen ums Leben. Vollständige Liste:
- Am 19. März 1947 wurde eine Lockheed C-60A-5-LO Lodestar der kolumbianischen TACA de Colombia (Luftfahrzeugkennzeichen C-202) in der Nähe des Flughafens Bucaramanga-Gómez Niño in bergiges Gelände geflogen. Bei diesem CFIT (Controlled flight into terrain) wurden alle 5 Insassen getötet, zwei Besatzungsmitglieder und 3 Passagiere.[17]

- Am 26. November 1949 wurde eine Douglas DC-3/C-47 der kolumbianischen Limitada Nacional de Servicio Aéreo (LANSA) (HK-305) nach dem Start vom Flughafen Bucaramanga-Gómez Niño in einer Höhe von 2000 Fuß (610 Metern) gegen den 50 Kilometer nordnordöstlich gelegenen Hügel Páramo Bogueche geflogen. Die Maschine befand sich auf einem Flug von Bucaramanga nach Cúcuta. Bei diesem CFIT (Controlled flight into terrain) wurden alle 12 Insassen getötet, drei Besatzungsmitglieder und 9 Passagiere.[18]

- Am 11. März 1965 wurde eine Douglas DC-3/C-47-DL der kolumbianischen Avianca (HK-153) beim Start vom Flughafen Bucaramanga-Gómez Niño irreparabel beschädigt. Die Maschine, die nach Bogotá fliegen sollte, driftete während des Starts nach rechts und kam von der Landebahn ab. Sie überquerte einen Graben und kam zum Stillstand. Danach brach ein Feuer aus. Alle 34 Insassen, drei Besatzungsmitglieder und 31 Passagiere, überlebten den Unfall.[19]

- Am 22. März 1965 wurde eine Douglas DC-3/C-47-DL der kolumbianischen Avianca (HK-109) in einer Höhe von 7200 Fuß (2200 Metern) gegen den Berg Pan de Azúcar (Kolumbien) geflogen, 105 Kilometer vom Ziel, dem Flughafen Bucaramanga-Gómez Niño entfernt. Die Piloten hatten vorher eine Flughöhe von 9000 Fuß im Sichtflug gemeldet. Trotz Instrumentenflugbedingungen in schlechtem Wetter flogen sie nach Sichtflugregeln weiter und auf jeden Fall viel zu tief. Durch diesen CFIT (Controlled flight into terrain) wurden alle 29 Insassen getötet, drei Besatzungsmitglieder und 26 Passagiere.[20]

- Am 17. Oktober 1965 kollidierte eine Douglas DC-3 Hiper der Avianca (HK-118) im Anflug auf den Flughafen Bucaramanga-Gómez Niño mit einer dort gerade gestarteten Piper PA-18-150 Super Cub (HK-922P). Beide stürzten in einen Wald. Alle 15 Insassen, drei Besatzungsmitglieder und 12 Passagiere, kamen ums Leben, ebenso wie der Pilot der Piper.[21]

- Am 21. Januar 1971 wurde eine Douglas DC-3/C-47 der Kolumbianischen Luftwaffe (FAC-653) 8 Kilometer ostnordöstlich von Floridablanca (Kolumbien) in die Flanke des Bergs Cerro la Judía geflogen. Die Maschine war noch 8,4 Kilometer östlich vom Zielflughafen Bucaramanga-Gómez Niño entfernt. Durch diesen CFIT (Controlled flight into terrain) wurden alle 7 Insassen getötet, vier Besatzungsmitglieder und 3 Passagiere.[22]

- Am 5. Juli 1973 landete eine Hawker Siddeley HS 748-245 Srs. 2A der Avianca (HK-1408) auf dem Flughafen Bucaramanga-Gómez Niño. Auf der nassen Landebahn geriet das Flugzeug ins Schleudern, verließ die Bahn durch den Flughafenzaun, rollte über eine Straße und krachte in vier Häuser. Dort wurden 3 Kinder getötet; alle 44 Insassen des Flugzeugs überlebten den Unfall. Das Flugzeug wurde zerstört.[23]